# Eleição para governador do Alasca em 2010
A eleição para governador do estado americano do Alasca em 2010 aconteceu no dia 2 de novembro de 2010. A ex-governadora Sarah Palin não se candidatou, tendo-se afastado em julho de 2009. O governador Sean Parnell, eleito como vice-governador e que sucedeu Palin após sua renuncia, foi reeleito com quase 60% dos votos.
O candidato democrata Ethan Berkowitz foi escolhido com 55% dos votos, derrotando Hollis French, Berkowitz foi membro da Câmara dos deputados do Alasca.

## Primária Democrata

### Candidatos
- Ethan Berkowitz, deputado estadual
- Hollis French, senador estadual

### Resultados
| Primária Democrata | Primária Democrata | Primária Democrata | Primária Democrata | Primária Democrata | Primária Democrata | Primária Democrata |
| Partido            | Partido            | Candidato          | Votos              | %                  |                    |                    |
| ------------------ | ------------------ | ------------------ | ------------------ | ------------------ | ------------------ | ------------------ |
|                    | Democrata          | Ethan Berkowitz    | 22.607             | 55,64%             |                    |                    |
|                    | Democrata          | Hollis French      | 18.018             | 44,36%             |                    |                    |
|                    |                    | Total              | Total              | 40.625             | 40.625             |                    |

## Primária Republicana

### Candidatos
- Sean Parnell
- Gerald L. Heikes
- Merica Hlatcu
- Sam Little
- Ralph Samuels
- Bill Walker

### Pesquisas
| Fonte                   | Data                       | Sean Parnell | Ralph Samuels | Bill Walker | Indecididos |
| ----------------------- | -------------------------- | ------------ | ------------- | ----------- | ----------- |
| Hellenthal & Associates | 22-25 de julho de 2010     | 60%          | 13%           | 15%         | 12%         |
| Basswood Research       | 27-28 de fevereiro de 2010 | 69%          | 9%            | 4%          | 21%         |

### Resultados
| Primária Republicana | Primária Republicana | Primária Republicana | Primária Republicana | Primária Republicana | Primária Republicana | Primária Republicana |
| Partido              | Partido              | Candidato            | Votos                | %                    |                      |                      |
| -------------------- | -------------------- | -------------------- | -------------------- | -------------------- | -------------------- | -------------------- |
|                      | Republicano          | Sean Parnell         | 54.125               | 50,12%               |                      |                      |
|                      | Republicano          | Bill Walker          | 35.734               | 33,09%               |                      |                      |
|                      |                      | Total                | Total                | 107.982              | 107.982              |                      |

## Eleição Geral

### Candidatos
- Ethan Berkowitz (D)
- Sean Parnell (R)
- William Toien (L)
- Don Wright (AIP)

### Endossamentos
| Fonte                 | Ranking                   | Data                  |
| --------------------- | ------------------------- | --------------------- |
| Cook Political Report | Sólido R                  | 29 de outubro de 2010 |
| Rothenberg            | Safe R                    | 28 de outubro de 2010 |
| Swing State Project   | Safe R[carece de fontes?] |                       |
| RealClearPolitics     | Provável R                | 29 de outubro de 2010 |
| Sabato's Crystal Ball | Safe R                    | 28 de outubro de 2010 |
| CQ Politics           | Likely R                  | 29 de outubro de 2010 |

### Pesquisas
| Fonte                 | Data                      | Sean Parnell (R) | Ethan Berkowitz (D) |
| --------------------- | ------------------------- | ---------------- | ------------------- |
| CNN/Time Magazine     | 15-19 de outubro de 2010  | 62%              | 36%                 |
| Rasmussen Reports     | 13 de outubro de 2010     | 52%              | 39%                 |
| CNN/Time Magazine     | 24-28 de setembro de 2010 | 57%              | 38%                 |
| Rasmussen Reports     | 19 de setembro de 2010    | 54%              | 34%                 |
| Rasmussen Reports     | 31 de agosto de 2010      | 53%              | 43%                 |
| Public Policy Polling | 27-28 de agosto de 2010   | 55%              | 37%                 |
| Basswood Research     | 28-29 de agosto de 2010   | 54%              | 40%                 |
| Rasmussen Reports     | 15 de julho de 2010       | 53%              | 34%                 |
| Rasmussen Reports     | 6 de maio de 2010         | 58%              | 30%                 |

### Resultados
|  | Republicano | Sean Parnell    | 151.318 | 59,06%  |
|  | Democrata   | Ethan Berkowitz | 96.519  | 37,67%  |
|  | AL          | Don Wright      | 4.775   | 1,86%   |
|  | Total       | Total           | 256.192 | 256.192 |